# The Sylvester & Tweety Mysteries
The Sylvester & Tweety Mysteries (titulado Los misterios de Silvestre y Piolín en España y Las aventuras de Silvestre y Piolín en Hispanoamérica) es una serie de animación producida por Warner Bros. y emitida entre 1995 a 2002. El argumento se centra en los personajes de los Looney Tunes: Silvestre, Piolín, la Abuelita y Héctor el bulldog, el cual ha aparecido en varios fragmentos junto al gato y al canario. En cada episodio, los personajes tratan de resolver misterios al mismo tiempo que Silvestre intenta comerse a Piolín sin éxito ya que Hector ejerce de guardaespaldas del ave. 
La primera temporada estuvo dedicada a Friz Freleng, fallecido meses antes del estreno. En cuanto a la primera temporada, en cada episodio hay un caso aunque en el resto de temporadas ha habido dos. En algunos episodios han aparecido otros personajes de los Looney Tunes a modo de cameo o como personajes episódicos, entre los que se incluye el Pato Lucas, Yosemite Sam, el Demonio de Tasmania, entre otros.
Hubo un episodio que jamás llegó a emitirse en Kids' WB en el que después de varias décadas, Silvestre conseguía dar caza a Piolín, sin embargo todo resultó ser un sueño, no obstante, en 2002, la cadena Cartoon Network emitió el episodio como el final de la serie.

## Personajes y reparto
- Silvestre (Joe Alaskey) hace de narrador a lo largo de la serie y de manera seguida trata de comerse a Piolín, sin embargo sus intentos son vanos debido a la protección que le brinda Héctor, un bulldog que protege a Piolín en todo momento. A pesar de su rivalidad interminable, los dos aparecen juntos durante la mayor parte del episodio, y en algunos casos el propio Silvestre sale en defensa del canario cuando alguien pretende hacerle daño. Suele dar con las pistas por azar alegando tener conocimientos de sobra para resolver misterios, aunque siempre le llevan a situaciones embarazosas.

- Piolín (Joe Alaskey) con frecuencia consigue zafarse del acoso de Silvestre, bien por su inteligencia o por el propio Héctor. Normalmente aparece junto a su dueña: la Abuela, la cual, cuando su integridad física peligra, Piolín y Silvestre se aúnan formando un equipo. También es que da un toque de humor irónico a la serie, la mayor parte de veces en alusión a los intentos fallidos de Silvestre por comerle.

- Abuelita (June Foray) es una detective de renombre internacional, y dueña de Piolín, Silvestre y Héctor. Con frecuencia viaja con sus mascotas por el mundo para asistir a eventos lúdicos como carreras de canarios y a menudo, los lugareños le piden ayuda para resolver algún caso. Sin embargo, hay terceros que intentan obstaculizarla mediante acusaciones falsas de delito. Es muy sobreprotectora con Piolín y no duda en golpear a Silvestre en la cabeza con un paraguas.

- Héctor (Frank Welker) es un bulldog, y guardaespaldas personal de Piolín. Al igual que la Abuela, tampoco duda en atizar a Silvestre aunque se porte bien. También protege al trío (Silvestre incluido) si se ven amenazados.

## Recepción
La serie ha sido nominada en múltiples ocasiones al Daytime Emmy en la categoría de Mejor Programa Animado para niños de preescolar. June Foray obtuvo un Annie Award a la Mejor Actriz de Voz por interpretar a la Abuelita.

## Emisión
- Latinoamérica: Warner Channel, Cartoon Network,  Tooncast y Boomerang
- Uruguay: Monte Carlo TV y  Teledoce
- México: Canal 5 y Azteca 7
- Colombia: Caracol Televisión
- Venezuela: Venevisión, Televen y Cambrada
- Argentina: Telefe
- El Salvador: Canal 2
- Guatemala: Trecevisión
- Paraguay: Telefuturo
- Perú: Latina , ATV y Global Televisión
- España: Boomerang y Boing (del bloque en Telecinco 2)